# Fiore
Fiore (zapis stylizowany: FiORE) – polska marka odzieżowa, specjalizująca się w produkcji rajstop, pończoch i skarpet. Firma powstała w 1998 roku w Łodzi.

## Historia
Pierwszy oddział firmy był zlokalizowany na terenie starej fabryki włókienniczej Zakładów im. Andrzeja Struga w Łodzi. Produkowano w nim Prêt-à-porter – rajstopy z elastilu i stretchu w ilości ponad 2 milionów par rocznie. Na początku zespół liczył 40 osób, a w 2020 zwiększył się do 170 pracowników, który w zdecydowanej większości stanowią kobiety. To jeden z manifestów marki wyznającej zasadę „stworzona przez kobiety, dla kobiet”.  Na czele zespołu szwaczek stoi Polka z francuskimi korzeniami – Agnieszka Mantusz. Za swoją działalność została m.in. laureatem Kobiecej Marki Roku.
W 2004 roku Fiore wprowadziła do oferty nową technologię platerowania lycrą. Produkty są farbowane, prasowane i pakowane ręcznie. Za działalność w latach 2004-2013 firma otrzymała liczne wyróżnienia w rankingach Gazel Biznesu. 
W 2006 wprowadzono rajstopy wzorzyste. Dzięki unijnym dotacjom w latach 2005-2007 przedsiębiorstwo rozbudowało park maszynowy, zwiększając zakres produkcji. 
W 2007 firma wypuściła pierwsze autorskie kolekcje. W 2009 Fiora uruchomiła sprzedaż online, z której, jak na tamte czasy, korzystała rekordowa liczba kupujących z 70 krajów na świecie.
W 2014 firma uzyskała Oeko-Tex Standard 100. 

## „Stworzona przez kobiety, dla kobiet”
Pod tym hasłem marka Fiore działa na rynku krajowym i międzynarodowym. W jej strukturach 70% wszystkich zatrudnionych stanowią kobiety.